# Hełmówka brązowotrzonowa
Hełmówka brązowotrzonowa (Galerina badipes (Pers.) Kühner) – gatunek grzybów należący do rodziny podziemniczkowatych (Hymenogastraceae).

## Systematyka i nazewnictwo
Pozycja w klasyfikacji według Index Fungorum: Galerina, Hymenogastraceae, Agaricales, Agaricomycetidae, Agaricomycetes, Agaricomycotina, Basidiomycota, Fungi.
Po raz pierwszy opisał go w 1801 roku Christiaan Hendrik Persoon, nadając mu nazwę Agaricus badipes. Obecną, uznaną przez Index Fungorum nazwę, nadał mu w 1935 roku Robert Kühner. Ma 15 synonimów. Niektóre z nich:
- Galerina cedretorum (Maire) Singer 1950
- Galerina cedretorum var. bispora A.H. Sm. & Singer 1964
- Galerina cedretorum var. filiformis A.H. Sm. & Singer 1964
- Galerina cedretorum var. microspora A.H. Sm. 1957
- Galerina cedretorum var. variabilis A.H. Sm. & Singer 1964

Nazwę polską nadał Władysław Wojewoda w 1999 r.

## Morfologia
Kapelusz
Średnica 0,5–5 cm, za młodu wypukły z podwiniętym brzegiem, później płasko rozpostarty. U młodych owocników brzeg z pozostałościami osłony. W stanie wilgotnym lepki, nagi, matowożółty, lub żółtawobrązowy, w stanie suchym blaknie przy brzegu i staje się dwubarwny.
Blaszki
Szeroko lub wąsko przyrośnięte, rzadkie, początkowo białawe, potem rdzawobrązowe, u młodych owocników przysłonięte częściową osłoną.
Trzon
Wysokość 2–3,5 cm, grubość 0,2–0,3 cm, walcowaty, mniej więcej równy, suchy. Powierzchnia w górnej części jasnobrunatna, w dolnej ciemnobrązowa, nakrapiana białymi włókienkami, czasami z delikatną strefą pierścieniową. U podstawy biało filcowata grzybnia.
Miąższ
Brązowawy, niezmieniający barwy po uszkodzeniu, bez wyraźnego zapachu i smaku.
Cechy mikroskopowe
Wysyp zarodników rdzawobrązowy.
Cechy mikroskopowe
Bazydiospory 10–12 × 5–6 μm, w KOH czerwonobrązowe, o powierzchni gładkiej lub drobno brodawkowanej, amyloidalne. Podstawki 2-sterygmowe. Pleurocystydy i cheilocystydy podobne, o wymiarach 40–75 × 5–13 μm, baryłkowate, z długą szyjką i zaokrąglonym, nieco zaostrzonym lub maczugowatym wierzchołkiem, w KOH hialinowe. Komórki w skórce kapelusza w postaci ixotrichodermy. W strzępkach grzyba obecne są sprzążki.
Gatunki podobne
Oznaczanie gatunków hełmówek zwykle wymaga analizy mikroskopowej. Hełmówka brązowotrzonowa odróżnia się 2–sterygmowymi podstawkami, a jej cystydy w hymenium nie mają nabrzmiałych końców.

## Występowanie i siedlisko
Hełmówka brązowotrzonowa występuje w Ameryce Północnej i w Europie, podano jej występowanie także w środkowej Australii. W Polsce jest rzadka. W piśmiennictwie naukowym na terenie Polski do 2003 r. podano 4 stanowiska, w późniejszych latach wiele następnych. Aktualne stanowiska podaje także internetowy atlas grzybów. Znajduje się w nim na liście gatunków zagrożonych i wartych objęcia ochroną. W opracowaniu Czerwona lista roślin i grzybów Polski jest zaliczona do kategorii E – gatunków zagrożonych wymarciem, których przeżycie jest mało prawdopodobne, jeśli nadal działać czynniki zagrożenia.
Saprotrof rozwijający się na próchniejącym drewnie i resztkach roślinnych, zwłaszcza na opadłym i próchniejącym drewnie świerka i sosny, wśród mchów, na kwaśnych glebach w lasach iglastych.